# Copa del Mundo de Atletismo de 1998
La 8.º Copa del Mundo de Atletismo se realizó el 11, 12 y 13 de septiembre de 1998 en Johannesburgo, Sudáfrica

## Resultados

### 100 m
| Pos. | Team | Competitor           | Result     |
| ---- | ---- | -------------------- | ---------- |
| 1    | AME  | Obadele Thompson     | 9.87 (CR)  |
| 2    | AFR  | Seun Ogunkoya        | 9.92 (PB)  |
| 3    | GBR  | Dwain Chambers       | 10.03 (PB) |
| 4    | USA  | Tim Harden           | 10.03 (SB) |
| 5    | OCE  | Matt Shirvington     | 10.07 (PB) |
| 6    | EUR  | Charalambos Papadias | 10.15 (PB) |
| 7    | GER  | Marc Blume           | 10.30 (PB) |
| 8    | ASI  | Zhou Wei             | 10.37      |

| Pos. | Team | Competitor         | Result     |
| ---- | ---- | ------------------ | ---------- |
| 1    | USA  | Marion Jones       | 10.65 (CR) |
| 2    | AME  | Chandra Sturrup    | 10.97      |
| 3    | AFR  | Mary Onyali        | 11.05 (SB) |
| 4    | EUR  | Zhanna Pintusevich | 11.08      |
| 5    | RUS  | Irina Priválova    | 11.15      |
| 6    | GER  | Andrea Philipp     | 11.25      |
| 7    | OCE  | Lauren Hewitt      | 11.36 (PB) |
| 8    | ASI  | Yan Jiankui        | 11.47      |

### 200 m
| Pos. | Team | Competitor         | Result     |
| ---- | ---- | ------------------ | ---------- |
| 1    | AFR  | Frankie Fredericks | 19.97 (CR) |
| 2    | USA  | Gentry Bradley     | 20.38 (SB) |
| 3    | EUR  | Troy Douglas       | 20.40 (SB) |
| 4    | ASI  | Koji Ito           | 20.40 (SB) |
| 5    | GBR  | Douglas Turner     | 20.51 (SB) |
| 6    | AME  | Sebastián Keitel   | 20.62      |
| 7    | OCE  | Darryl Wohlsen     | 20.75      |
| 8    | GER  | Manuel Milde       | 20.85 (PB) |

| Pos. | Team | Competitor         | Result     |
| ---- | ---- | ------------------ | ---------- |
| 1    | USA  | Marion Jones       | 21.62 (CR) |
| 2    | AFR  | Falilat Ogunkoya   | 22.25      |
| 3    | EUR  | Zhanna Pintusevich | 22.35 (SB) |
| 4    | AME  | Beverly McDonald   | 22.36      |
| 5    | RUS  | Irina Priválova    | 22.61 (SB) |
| 6    | GER  | Melanie Paschke    | 22.70 (SB) |
| 7    | OCE  | Tania Van Heer     | 22.93      |
| 8    | ASI  | Yan Jiankui        | 23.19      |

### 400 m
| Pos. | Team | Competitor          | Result |
| ---- | ---- | ------------------- | ------ |
| 1    | GBR  | Iwan Thomas         | 45.33  |
| 2    | USA  | Jerome Young        | 45.37  |
| 3    | AME  | Troy McIntosh       | 45.45  |
| 4    | AFR  | Clement Chukwu      | 45.56  |
| 5    | EUR  | Ashraf Saber        | 46.54  |
| 6    | ASI  | Sugath Tillakaratne | 46.70  |
| 7    | OCE  | Patrick Dwyer       | 46.99  |
| 8    | GER  | Stefan Letzelter    | 47.12  |

| Pos. | Team | Competitor        | Result     |
| ---- | ---- | ----------------- | ---------- |
| 1    | AFR  | Falilat Ogunkoya  | 49.52 (SB) |
| 2    | GER  | Grit Breuer       | 49.86      |
| 3    | AME  | Sandie Richards   | 50.33      |
| 4    | EUR  | Helena Fuchsová   | 50.40      |
| 5    | RUS  | Olga Kotlyarova   | 51.20      |
| 6    | USA  | Kim Graham        | 52.10      |
| 7    | ASI  | Damayanthi Darsha | 53.30      |
| 8    | OCE  | Jane Arnott       | 54.36      |

### 800 m
| Pos. | Team | Competitor      | Result  |
| ---- | ---- | --------------- | ------- |
| 1    | GER  | Nils Schumann   | 1:48.66 |
| 2    | USA  | Mark Everett    | 1:48.73 |
| 3    | AME  | Norberto Téllez | 1:48.92 |
| 4    | AFR  | Japhet Kimutai  | 1:49.16 |
| 5    | EUR  | Andre Bucher    | 1:49.55 |
| 6    | GBR  | Andy Hart       | 1:50.07 |
| 7    | OCE  | Shaun Farrell   | 1:50.69 |
| 8    | ASI  | Cheng Bin       | 1:53.11 |

| Pos. | Team | Competitor        | Result  |
| ---- | ---- | ----------------- | ------- |
| 1    | AFR  | María Mutola      | 1:59.88 |
| 2    | RUS  | Yelena Afanasyeva | 2:00.20 |
| 3    | AME  | Letitia Vriesde   | 2:00.56 |
| 4    | USA  | Jearl Miles-Clark | 2:01.58 |
| 5    | EUR  | Malin Ewerlöf     | 2:02.61 |
| 6    | ASI  | Zhang Jian        | 2:03.09 |
| 7    | GER  | Heike Meissner    | 2:04.50 |
| 8    | OCE  | Tamsyn Lewis      | 2:06.64 |

### 1500 m
| Pos. | Team | Competitor         | Result  |
| ---- | ---- | ------------------ | ------- |
| 1    | AFR  | Laban Rotich       | 3:40.87 |
| 2    | EUR  | Rui Silva          | 3:40.95 |
| 3    | GBR  | Anthony Whiteman   | 3:40.99 |
| 4    | ASI  | Mohamed Sulaiman   | 3:46.93 |
| 5    | OCE  | Hamish Christensen | 3:48.64 |
| 6    | GER  | Mark Ostendarp     | 3:49.56 |
| 7    | USA  | Jason Pyrah        | 3:52.10 |
| 8    | AME  | Steve Agar         | 3:57.36 |

| Pos. | Team | Competitor          | Result  |
| ---- | ---- | ------------------- | ------- |
| 1    | RUS  | Svetlana Masterkova | 4:09.41 |
| 2    | AFR  | Jackline Maranga    | 4:10.30 |
| 3    | EUR  | Carla Sacramento    | 4:11.66 |
| 4    | USA  | Suzy Hamilton       | 4:12.52 |
| 5    | GER  | Luminita Zaituc     | 4:16.80 |
| 6    | AME  | Leah Pells          | 4:18.37 |
| 7    | OCE  | Mandy Giblin        | 4:29.50 |
| 8    | ASI  | Liu Jing            | DNS     |

### 3000 m
| Pos. | Team | Competitor        | Result  |
| ---- | ---- | ----------------- | ------- |
| 1    | GER  | Dieter Baumann    | 7:56.24 |
| 2    | EUR  | Isaac Viciosa     | 7:56.47 |
| 3    | KEN  | Tom Nyariki       | 7:59.46 |
| 4    | AME  | Pablo Olmedo      | 8:10.58 |
| 5    | ASI  | Toshinari Takaoka | 8:12.19 |
| 6    | USA  | Dan Browne        | 8:15.88 |
| 7    | GBR  | Neil Caddy        | 8:16.81 |
| 8    | OCE  | Alan Bunce        | 8:20.98 |

| Pos. | Team | Competitor      | Result       |
| ---- | ---- | --------------- | ------------ |
| 1    | EUR  | Gabriela Szabo  | 9:00.54      |
| 2    | AFR  | Zahra Ouaziz    | 9:01.35      |
| 3    | USA  | Regina Jacobs   | 9:11.15      |
| 4    | ASI  | Wang Chunmei    | 9:14.50 (PB) |
| 5    | RUS  | Olga Yegorova   | 9:16.72      |
| 6    | GER  | Luminita Zaituc | 9:18.01      |
| 7    | AME  | Kathy Butler    | 9:30.34      |
| 8    | OCE  | Natalie Harvey  | 9:38.22      |

### 5000 m
| Pos. | Team | Competitor      | Result   |
| ---- | ---- | --------------- | -------- |
| 1    | AFR  | Daniel Komen    | 13:46.57 |
| 2    | OCE  | Shaun Creighton | 13:53.66 |
| 3    | GER  | Dieter Baumann  | 13:58.40 |
| 4    | AME  | Pablo Olmedo    | 14:01.66 |
| 5    | GBR  | Keith Cullen    | 14:13.32 |
| 6    | USA  | Dan Browne      | 14:22.48 |
| 7    | EUR  | Abdellah Béhar  | 14:24.41 |
| 8    | ASI  | Chand Gulab     | DNF      |

| Pos. | Team | Competitor         | Result   |
| ---- | ---- | ------------------ | -------- |
| 1    | EUR  | Sonia O'Sullivan   | 16:24.52 |
| 2    | USA  | Regina Jacobs      | 16:26.24 |
| 3    | EUR  | Berhane Adere      | 16:38.81 |
| 4    | AME  | Nora Rocha         | 16:44.60 |
| 5    | GER  | Irina Mikitenko    | 16:46.60 |
| 6    | ASI  | Liu Shixiang       | 16:51.74 |
| 7    | RUS  | Svetlana Baigulova | 17:00.29 |
| 8    | OCE  | Melissa Moon       | 17:10.48 |

### 3000 m obstáculos
| \| Pos. \| Team \| Competitor \| Result \| \| ---- \| ---- \| ----------------------- \| ------- \| \| 1 \| GER \| Damian Kallabis \| 8:31.25 \| \| 2 \| AFR \| Bernard Barmasai \| 8:31.85 \| \| 3 \| FRA \| Saad Al-Asmari \| 8:39.69 \| \| 4 \| EUR \| Alessandro Lambruschini \| 8:54.10 \| \| 5 \| GBR \| Christian Stephenson \| 8:55.67 \| \| 6 \| AME \| Wander do Prado Moura \| 8:59.06 \| \| 7 \| USA \| Pascal Dobert \| 9:08.36 \| \| 8 \| OCE \| Stephen Thurston \| 9:37.13 \| |      |                         |         |
| Pos. | Team | Competitor              | Result  |
| 1 | GER  | Damian Kallabis         | 8:31.25 |
| 2 | AFR  | Bernard Barmasai        | 8:31.85 |
| 3 | FRA  | Saad Al-Asmari          | 8:39.69 |
| 4 | EUR  | Alessandro Lambruschini | 8:54.10 |
| 5 | GBR  | Christian Stephenson    | 8:55.67 |
| 6 | AME  | Wander do Prado Moura   | 8:59.06 |
| 7 | USA  | Pascal Dobert           | 9:08.36 |
| 8 | OCE  | Stephen Thurston        | 9:37.13 |

### 100/110 m vallas
| Pos. | Team | Competitor    | Result |
| ---- | ---- | ------------- | ------ |
| 1    | GER  | Falk Balzer   | 13.10  |
| 2    | GBR  | Colin Jackson | 13.11  |
| 3    | AME  | Anier García  | 13.14  |
| 4    | EUR  | Robin Korving | 13.25  |
| 5    | FRA  | Chen Yanhao   | 13.49  |
| 6    | OCE  | Rod Zuyderwyk | 13.78  |
| 7    | AFR  | Shawn Bownes  | 21.33  |
| 8    | USA  | Reggie Torian | 30.29  |

| Pos. | Team | Competitor            | Result |
| ---- | ---- | --------------------- | ------ |
| 1    | AFR  | Glory Alozie          | 12.58  |
| 2    | EUR  | Angie Vaughn          | 12.67  |
| 3    | RUS  | Irina Korotya         | 12.77  |
| 4    | AME  | Dionne Rose           | 12.78  |
| 5    | GER  | Caren Soon            | 12.87  |
| 6    | OCE  | Debbie Edwards        | 13.30  |
| 7    | EUR  | Nicole Ramalalanirina | DNF    |
| 8    | ASI  | Olga Shishigina       | DNF    |

### 400 m vallas
| Pos. | Team | Competitor        | Result     |
| ---- | ---- | ----------------- | ---------- |
| 1    | AFR  | Samuel Matete     | 48.08 (SB) |
| 2    | ASI  | Mubarak Al-Nubi   | 48.17 (PB) |
| 3    | OCE  | Dinsdale Morgan   | 48.40      |
| 4    | EUR  | Paweł Januszewski | 48.49      |
| 5    | USA  | Joey Woody        | 48.55      |
| 6    | GER  | Steffen Kolb      | 49.77      |
| 7    | GBR  | Anthony Borsumato | 49.86      |
| 8    | OCE  | Zid Abou Hamed    | 50.50      |

| Pos. | Team | Competitor     | Result     |
| ---- | ---- | -------------- | ---------- |
| 1    | AFR  | Nezha Bidouane | 52.96 (CR) |
| 2    | AME  | Deon Hemmings  | 53.03 (SB) |
| 3    | USA  | Kim Batten     | 53.17      |
| 4    | EUR  | Ionela Tirlea  | 54.01      |
| 5    | GER  | Silvia Rieger  | 54.22 (PB) |
| 6    | RUS  | Anna Knoroz    | 56.09      |
| 7    | ASI  | Li Rui         | 57.64      |
| 8    | OCE  | Evette Cordy   | 58.00      |

### Salto de Altura
| Pos. | Team | Competitor          | Result |
| ---- | ---- | ------------------- | ------ |
| 1    | USA  | Charles Austin      | 2.31   |
| 2    | AME  | Javier Sotomayor    | 2.28   |
| 3    | EUR  | Sergey Klyugin      | 2.28   |
| 4    | GER  | Martin Buss         | 2.25   |
| 5    | ASI  | Zhou Zhongge        | 2.15   |
| =6   | OCE  | Nick Moroney        | 2.10   |
| =6   | AFR  | Abderrahmane Hammad | 2.10   |
| =6   | GBR  | Dalton Grant        | 2.10   |

| Pos. | Team | Competitor           | Result    |
| ---- | ---- | -------------------- | --------- |
| 1    | EUR  | Monica Dinescu-Iagăr | 1.98      |
| 2    | AFR  | Hestrie Storbeck     | 1.96 (PB) |
| 3    | USA  | Tisha Waller         | 1.93      |
| 4    | RUS  | Yelena Gulyayeva     | 1.93      |
| 5    | ASI  | Miki Imai            | 1.93      |
| 6    | GER  | Alina Astafei        | 1.90      |
| 7    | OCE  | Alison Inverarity    | 1.85      |
| 8    | AME  | Juana Rosario        | 1.85      |

### Salto con Pértiga
| \| Pos. \| Team \| Competitor \| Result \| \| ---- \| ---- \| --------------- \| ------ \| \| 1 \| EUR \| Maksim Tarasov \| 5.85 \| \| 2 \| GER \| Tim Lobinger \| 5.80 \| \| 3 \| USA \| Jeff Hartwig \| 5.70 \| \| 4 \| ASI \| Igor Potapovich \| 5.60 \| \| 5 \| AFR \| Riaan Botha \| 5.60 \| \| 6 \| GBR \| Mike Edwards \| 5.40 \| \| 7 \| OCE \| Paul Burgess \| 5.20 \| \| 8 \| AME \| Ricardo Díez \| 5.00 \| |      |                 |        |
| Pos. | Team | Competitor      | Result |
| 1 | EUR  | Maksim Tarasov  | 5.85   |
| 2 | GER  | Tim Lobinger    | 5.80   |
| 3 | USA  | Jeff Hartwig    | 5.70   |
| 4 | ASI  | Igor Potapovich | 5.60   |
| 5 | AFR  | Riaan Botha     | 5.60   |
| 6 | GBR  | Mike Edwards    | 5.40   |
| 7 | OCE  | Paul Burgess    | 5.20   |
| 8 | AME  | Ricardo Díez    | 5.00   |

### Salto de Longitud
| Pos. | Team | Competitor      | Result    |
| ---- | ---- | --------------- | --------- |
| 1    | AME  | Iván Pedroso    | 8.37      |
| 2    | OCE  | Jai Taurima     | 8.32 (PB) |
| 3    | AFR  | Hassine Moursal | 8.26 (PB) |
| 4    | EUR  | Kirill Sosunov  | 8.08      |
| 5    | USA  | Roland McGhee   | 7.79      |
| 6    | ASI  | Masaki Morinaga | 7.76      |
| 7    | GER  | Kofi Amoah Prah | 7.75      |
| 8    | GBR  | Steve Phillips  | 7.66      |

| Pos. | Team | Competitor       | Result |
| ---- | ---- | ---------------- | ------ |
| 1    | GER  | Heike Drechsler  | 7.07   |
| 2    | USA  | Marion Jones     | 7.00   |
| 3    | ASI  | Guan Yingnan     | 6.74   |
| 4    | RUS  | Lyudmila Galkina | 6.73   |
| 5    | EUR  | Tunde Vaszi      | 6.72   |
| 6    | OCE  | Nicole Boegman   | 6.64   |
| 7    | AFR  | Chioma Ajunwa    | 6.62   |
| 8    | AME  | Flora Hyacinth   | 6.02   |

### Salto Triple
| Pos. | Team | Competitor      | Result     |
| ---- | ---- | --------------- | ---------- |
| 1    | GER  | Charles Friedek | 17.42 (SB) |
| 2    | EUR  | Denis Kapustin  | 17.32      |
| 3    | AME  | Yoelbi Quesada  | 17.25      |
| 4    | AFR  | Andrew Owusu    | 17.21      |
| 5    | USA  | LaMark Carter   | 17.20      |
| 6    | OCE  | Andrew Murphy   | 16.89 (SB) |
| 7    | GBR  | Larry Achike    | 16.69      |
| 8    | ASI  | Duan Qifeng     | 14.09      |

| Pos. | Team | Competitor              | Result     |
| ---- | ---- | ----------------------- | ---------- |
| 1    | EUR  | Olga Vasdeki            | 14.64 (CR) |
| 2    | RUS  | Tatyana Lebedeva        | 14.36      |
| 3    | AME  | Yamilé Aldama           | 14.29      |
| 4    | ASI  | Ren Ruiping             | 14.04      |
| 5    | USA  | Sheila Hudson-Strudwick | 13.76 (SB) |
| 6    | AFR  | Baya Rahouli            | 13.69      |
| 7    | OCE  | Nicole Mladenis         | 12.86      |
| 8    | GER  | Nkechi Madubuko         | 12.76      |

### Bala
| Pos. | Team | Competitor         | Result     |
| ---- | ---- | ------------------ | ---------- |
| 1    | USA  | John Godina        | 21.48      |
| 2    | EUR  | Aleksandr Bagach   | 20.45      |
| 3    | GER  | Oliver-Sven Buder  | 20.42      |
| 4    | AFR  | Burger Lambrechts  | 20.29 (PB) |
| 5    | GBR  | Mark Proctor       | 19.66      |
| 6    | AME  | Yoger Medina       | 19.08      |
| 7    | OCE  | Justin Anlezark    | 18.26      |
| 8    | ASI  | Bilal Saad Mubarak | 18.21      |

| Pos. | Team | Competitor          | Result |
| ---- | ---- | ------------------- | ------ |
| 1    | EUR  | Vita Pavlysh        | 20.59  |
| 2    | RUS  | Irina Korzhanenko   | 19.04  |
| 3    | USA  | Connie Price-Smith  | 18.79  |
| 4    | AME  | Yumileidis Cumbá    | 18.76  |
| 5    | ASI  | Li Meisu            | 18.00  |
| 6    | GER  | Nadine Kleinert     | 17.60  |
| 7    | OCE  | Tania Lutton        | 15.73  |
| 8    | AFR  | Mariam Nnodu-Ibekwe | 15.60  |

### Disco
| Pos. | Team | Competitor        | Result     |
| ---- | ---- | ----------------- | ---------- |
| 1    | EUR  | Virgilijus Alekna | 69.66 (CR) |
| 2    | GER  | Lars Riedel       | 67.47      |
| 3    | AFR  | Frantz Kruger     | 65.73 (PB) |
| 4    | USA  | John Godina       | 65.15      |
| 5    | GBR  | Robert Weir       | 64.39 (SB) |
| 6    | AME  | Alexis Elizalde   | 62.53      |
| 7    | ASI  | Li Shaojie        | 61.37      |
| 8    | OCE  | Ian Winchester    | 60.56      |

| Pos. | Team | Competitor         | Result |
| ---- | ---- | ------------------ | ------ |
| 1    | GER  | Franka Dietzsch    | 67.07  |
| 2    | EUR  | Nicoleta Grasu     | 66.25  |
| 3    | RUS  | Natalya Sadova     | 64.38  |
| 4    | OCE  | Beatrice Faumuina  | 63.77  |
| 5    | ASI  | Liu Fengying       | 60.42  |
| 6    | USA  | Kristin Kuehl      | 59.88  |
| 7    | AFR  | Elizna Naudé       | 51.39  |
| 8    | AME  | Elisangela Adriano | 51.26  |

### Martillo
| \| Pos. \| Team \| Competitor \| Result \| \| ---- \| ---- \| ------------------ \| ---------- \| \| 1 \| EUR \| Tibor Gecsek \| 82.68 (CR) \| \| 2 \| GER \| Heinz Weis \| 80.13 \| \| 3 \| ASI \| Andrey Abduvaliyev \| 79.40 \| \| 4 \| AME \| Alberto Sánchez \| 73.71 \| \| 5 \| GBR \| Mick Jones \| 72.89 \| \| 6 \| USA \| Jud Logan \| 70.51 \| \| 7 \| AFR \| Chris Harmse \| 68.34 \| \| 8 \| OCE \| Justin McDonald \| 59.62 \| |      |                    |            |
| Pos. | Team | Competitor         | Result     |
| 1 | EUR  | Tibor Gecsek       | 82.68 (CR) |
| 2 | GER  | Heinz Weis         | 80.13      |
| 3 | ASI  | Andrey Abduvaliyev | 79.40      |
| 4 | AME  | Alberto Sánchez    | 73.71      |
| 5 | GBR  | Mick Jones         | 72.89      |
| 6 | USA  | Jud Logan          | 70.51      |
| 7 | AFR  | Chris Harmse       | 68.34      |
| 8 | OCE  | Justin McDonald    | 59.62      |

### Jabalina
| Pos. | Team | Competitor              | Result     |
| ---- | ---- | ----------------------- | ---------- |
| 1    | GBR  | Steve Backley           | 88.71 (CR) |
| 2    | EUR  | Sergey Makarov          | 86.96 (SB) |
| 3    | GER  | Raymond Hecht           | 84.92      |
| 4    | AFR  | Marius Corbett          | 83.53      |
| 5    | CUB  | Emeterio González Silva | 80.72      |
| 6    | OCE  | Adrian Hatcher          | 73.75      |
| 7    | ASI  | Zhang Lianbiao          | 68.35      |
| 8    | USA  | Ed Kaminski             | DNS        |

| Pos. | Team | Competitor         | Result     |
| ---- | ---- | ------------------ | ---------- |
| 1    | OCE  | Joanna Stone       | 69.85 (PB) |
| 2    | AME  | Sonia Bisset       | 65.50      |
| 3    | EUR  | Mikaela Ingberg    | 64.24      |
| 4    | GER  | Tatyana Shikolenko | 63.77      |
| 5    | GER  | Tanja Damaske      | 62.51      |
| 6    | ASI  | Li Lei             | 59.45      |
| 7    | USA  | Windy Dean         | 52.46      |
| 8    | AFR  | Lindy Leveau       | 43.18      |

### 4 × 100 m
| Pos. | Team | Competitor                                                           | Result |
| ---- | ---- | -------------------------------------------------------------------- | ------ |
| 1    | GBR  | Allyn Condon, Marlon Devonish, Julian Golding, Dwain Chambers        | 38.09  |
| 2    | USA  | Jonathan Carter, Curtis Perry, Allen Johnson, Tim Harden             | 38.25  |
| 3    | AFR  | Seun Ogunkoya, Leonard Myles-Mills, Frankie Fredericks, Eric Nkansah | 38.29  |
| 4    | AME  | Bradley McCuaig, Édson Ribeiro, Sebastián Keitel, Claudinei da Silva | 38.33  |
| 5    | OCE  | Darryl Wohlsen, Damien Marsh, David Baxter, Matt Shirvington         | 38.78  |
| 6    | EUR  | Thierry Lubin, Frederic Krantz, Christophe Cheval, Needy Guims       | 38.80  |
| 7    | GER  | Patrick Schneider, Holger Blume, Manuel Milde, Marc Blume            | 38.89  |
| 8    | ASI  | Zhou Wei, Lin Wei, Yin Hanzhao, Han Chaoming                         | 39.35  |

| Pos. | Team | Competitor                                                          | Result |
| ---- | ---- | ------------------------------------------------------------------- | ------ |
| 1    | USA  | Cheryl Taplin, Chryste Gaines, Inger Miller, Carlette Guidry-White  | 42.00  |
| 2    | AME  | Tanya Lawrence, Chandra Sturrup, Beverly McDonald, Philomena Mensah | 42.44  |
| 3    | GER  | Melanie Paschke, Gabi Rockmeier, Birgit Rockmeier, Andrea Philipp   | 42.81  |
| 4    | AFR  | Chioma Ajunwa, Endurance Ojokolo, Rose Aboaja, Mary Onyali          | 42.91  |
| 5    | RUS  | Irina Priválova, Oksana Ekk, Natalya Voronova, Irina Korotya        | 43.11  |
| 6    | OCE  | Tania Van Heer, Lauren Hewitt, Sharon Cripps, Anna Smythe           | 43.40  |
| 7    | EUR  | Katia Benth, Frederique Bangué, Fabe Dia, Petya Pendareva           | 43.70  |
| 8    | ASI  | Saraswati Dey, Rachita Mistry, E.B. Shyla, Yan Jiankui              | 47.12  |

### 4 × 400 m
| Pos. | Team | Competitor                                                               | Result  |
| ---- | ---- | ------------------------------------------------------------------------ | ------- |
| 1    | USA  | Mark Everett, Antonio Pettigrew, Joey Woody, Jerome Young                | 2:59.28 |
| 2    | GBR  | Mark Hylton, Jamie Baulch, Sean Baldock, Iwan Thomas                     | 2:59.71 |
| 3    | AME  | Michael McDonald, Troy McIntosh, Alejandro Cárdenas, Roxbert Martin      | 2:59.77 |
| 4    | AFR  | Clement Chukwu, Ibrahima Wade, Arnaud Malherbe, Davis Kamoga             | 3:01.08 |
| 5    | GER  | Klaus Ehmsperger, Jens Dautzenberg, Marc Alexander Scheer, Nils Schumann | 3:03.65 |
| 6    | ASI  | Ibrahim Ismail Faraj, Sugath Tillakaratne, Kenji Tabata, Masayoshi Kan   | 3:03.94 |
| 7    | EUR  | Konstantinos Kenteris, Marc Foucan, Marco Vaccari, Paweł Januszewski     | 3:03.95 |
| 8    | OCE  | Casey Vincent, Michael Hazel, Scott Thom, Brad Jamieson                  | 3:08.57 |

| Pos. | Team | Competitor                                                                           | Result  |
| ---- | ---- | ------------------------------------------------------------------------------------ | ------- |
| 1    | GER  | Anke Feller, Uta Rohländer, Ulrike Urbansky, Grit Breuer                             | 3:24.26 |
| 2    | AME  | Norfalia Carabali, Deon Hemmings, Andrea Blackett, Sandie Richards                   | 3:24.39 |
| 3    | RUS  | Natalya Khrushchelyova, Svetlana Goncharenko, Yekaterina Bakhvalova, Olga Kotlyarova | 3:25.15 |
| 4    | USA  | Monique Hennagan, Rochelle Stevens, Kim Graham, Jearl Miles-Clark                    | 3:25.34 |
| 5    | EUR  | Ionela Tirlea, Yelena Rurak, Tetyana Tereshchuk, Helena Fuchsová                     | 3:26.34 |
| 6    | OCE  | Lee Naylor, Anna Smythe, Tamsyn Lewis, Tania Van Heer                                | 3:31.67 |
| 7    | AFR  | Ony Paule Ratsimbazafy, Amy Mbacke Thiam, Tacko Diouf, Falilat Ogunkoya              | 3:35.28 |
| 8    | ASI  | Li Rui, Chen Yuxiang, Svetlana Bodritskaya, Damayanthi Darsha                        | 3:43.60 |

## Clasificación
| Pos. | Team           | Result |
| ---- | -------------- | ------ |
| 1    | África         | 110    |
| 2    | Europa         | 109    |
| 3    | Alemania       | 102    |
| 4    | América        | 97     |
| 5    | Estados Unidos | 94     |
| 6    | Gran Bretaña   | 89     |
| 7    | Asia           | 64     |
| 8    | Oceanía        | 53     |

| Pos. | Team           | Result |
| ---- | -------------- | ------ |
| 1    | Estados Unidos | 96     |
| 2    | Europa         | 94     |
| 3    | África         | 88     |
| 4    | Rusia          | 87     |
| 5    | América        | 81     |
| 6    | Alemania       | 75     |
| 7    | Asia           | 45     |
| 8    | Oceanía        | 42     |

- Datos: Q1170920